# پشه‌گیر نقاب‌دار
پشه‌گیر نقاب‌دار (نام علمی: Polioptila dumicola) نام یک گونه از سرده پشه‌گیرها است.